# Trgovec
Trgovec je poklic oziroma oseba, ki kupuje z namenom nadaljnje prodaje (trgovanje). Zaslužek in pokrivanje stroškov mu omogoča marža. To je razlika med nakupno in prodajno ceno.